# Иван Козарев (просветен деец)
 Тази статия е за просветния деец.  За партизанина вижте Иван Козарев (комунист).  
Иван Минков Козарев (Козаров) е български възрожденски просветен деец и участник в Кресненско-Разложкото въстание.

## Биография
Козарев е роден в 1849 или 1851 година в град Калофер, тогава в Османската империя. Произхожда от заможния калоферски род Хаджинедялкови и е братовчед на Христо Ботев. Майка му е родом от Севлиево. Първоначално учи в родния си град, а след това завършва „Българското централно (епархиално) училище“ в Пловдив при Йоаким Груев. Става учител и преподава в Мелник (1873) и селата Белевехчево (1873-1874) и Дебрене (1874-1875). В Белевехчево заменя преподаването на гръцки с български език, а до църквата построява специално помещение за обучение на децата. През 1875 година Козарев открива първото новобългарско училище в Свети Врач, където учителства до 1877 година. Под негово ръководство местните жители изграждат учебно помещение в западната част на църковния трем. В Свети Врач той се задомява, като се жени за Катерина Анастаова. Членува в учителското дружество „Просвещение“. Поддържа тесни контакти със Стефан Веркович.
В началото на 1878 година по време на Руско-турската война Козарев е сред ръководителите на самостоятелна чета, която действа в тила на турските сили в Петричко и Мелнишко. През същата година Козарев е един от учредителите на комитета „Единство“ в Горна Джумая и е избран за негов главен писар. По време на Кресненско-Разложко въстание от 1878 - 1879 година е писар във въстаническия щаб начело с Димитър Попгеоргиев и един от съветниците на главния войвода Стоян Карастоилов.
След въстанието се заселва в Дупница. Убеден русофил, по време на управлението на Стефан Стамболов (1887 - 1894) емигрира в Русия. След завръщането си в България активно се включва в дейността на Македонската организация. От ноември 1895 до април 1896 година е председател на македонско дружество „Единство“ в Дупница. През декември 1895 година заедно с Никола Малешевски е делегат от дупнишкото дружество на Втория македонски конгрес. По-късно се заселва в Кюстендил, където почива през 1933 година.
Козарев е осиновен от вуйчо си – възрожденския общественик Пахомий Рилски (Цвятко Димов).